# Westpfalz-Klinikum
Die Westpfalz-Klinikum GmbH ist eine Trägergesellschaft für die Kliniken in Kaiserslautern, Kirchheimbolanden, Kusel, Rockenhausen und weitere Tochterfirmen mit Sitz in Kaiserslautern. Der Standort Kaiserslautern ist zudem das bedeutendste Krankenhaus innerhalb der Stadtgrenzen.

## Geschichte
Die heutige Westpfalz-Klinikum GmbH geht zurück auf das 1893 auf Initiative des Bezirksamtmannes Gustav Schmitt gegründete „Distriktkrankenhaus Kaiserslautern“, das durch die Distriktgemeinde Kaiserslautern getragen wurde; die Distriktsgemeinde war ein kommunaler Verband, der neben der Stadt Kaiserslautern Teile des heutigen Landkreises umfasste. 1924 ging das Krankenhaus in die Trägerschaft der Stadt Kaiserslautern über. 
Ab 1944 nutzte das Städtische Krankenhaus Kaiserslautern für einige Jahre das frühere Eisenwerk Unterhammer in Trippstadt als Entbindungsheim.
Seit 1990 trug es den Namen „Klinikum der Universitätsstadt Kaiserslautern“. 1996 wurde durch Fusion des Klinikums mit dem Kreiskrankenhaus Kusel / Evangelisches Krankenhaus die „Westpfalz-Klinikum GmbH“ als Träger der genannten Krankenhäuser gegründet; Gesellschafter waren die Stadt Kaiserslautern und Landkreis Kusel.
2002 fusionierte die Westpfalz-Klinikum GmbH mit der Donnersbergkreis-Krankenhaus GmbH. Die Westpfalz-Klinikum GmbH unterhält heute vier Krankenhäuser an den Standorten Kaiserslautern, Kirchheimbolanden, Kusel und Rockenhausen; insgesamt stehen über 1300 Betten in zurzeit 26 Fachkliniken zur Verfügung. Seit der Fusion 2002 ist als Träger zusätzlich der Donnersbergkreis hinzugekommen.
Zusammen mit dem Leibniz-Institut für Verbundwerkstoffe erhielt das Klinikum 2006 zudem den Innovationspreis Rheinland-Pfalz.
Vom 22. Oktober 2018 bis zum 2. September 2019 kam für innerklinische Flüge ein Hubschrauber mit dem Funkrufnamen Air Rescue Pfalz zum Einsatz, der in Sembach stationiert war. Anschließend wurde er durch den Christoph 66 ersetzt.
Am 27. Februar 2020 bestätigte das Klinikum, dass einer ihrer Patienten, der sich zuvor im Iran aufgehalten hatte, an COVID-19 erkrankt war.

## Funktion
Das Klinikum ist Akademisches Lehrkrankenhaus der Ruprecht-Karls-Universität Heidelberg und der Johannes Gutenberg-Universität Mainz. Darüber hinaus ist es das größte nicht-universitäre Gesundheitszentrum in Rheinland-Pfalz. Der Standort Kaiserslautern umfasst ein Traumazentrum und ein Transplantationszentrum. 
Die Standorte Kaiserslautern und Kusel bilden innerhalb der Westpfalz-Klinikum GmbH ein Krankenhaus der Maximalversorgung (Versorgungsstufe). Die Standorte Kirchheimbolanden und Rockenhausen bilden ein Krankenhaus der Regelversorgung. Zusammen mit dem Klinikum Saarbrücken betreibt das Westpfalz-Klinikum außerdem die Blutspendezentrale Saar-Pfalz gGmbH, die am Standort Kaiserslautern in Haus 18 über eine Zweigstelle verfügt.
Das Ende des 19. Jahrhunderts errichtete Gebäude der HNO-Klinik steht unter Denkmalschutz.

## Verkehr
Das Klinikum ist über die Buslinie 104 der SWK Stadtwerke Kaiserslautern Verkehrs-AG an das Nahverkehrsnetz angebunden. Zuvor bestand von 1949 bis 1985 Anschluss an den Oberleitungsbus Kaiserslautern.

## Besonderheiten
Kurz vor der Fußball-Weltmeisterschaft 2006 wurde über den Dächern der Hauptgebäude ein Hubschrauberlandeplatz eingerichtet, der Fahrten vom und zum Landeplatz der städtischen Berufsfeuerwehr (1,3 km Entfernung) erspart und den dortigen Landeplatz ab 2009 ersetzt, da dieser ab dann nicht mehr den Normen entsprach.
Das Westpfalz-Klinikum fungiert zudem als Veranstalter für den Rockie-Mountain-Lauf Rockenhausen, der Bestandteil der Pfälzer Berglaufserie ist.

## Persönlichkeiten
- Marianne Baun (* 1948), Pädagogin und Politikerin (CDU), war ab 2019 Patientenfürsprecherin für den Standort Kirchheimbolanden
- Frank Heimig (* 1965),  Arzt und Medizincontroller, war ab 2001 Leiter für Medizinökonomie
- Winfried Hirschberger (* 1945), Politiker (SPD), Aufsichtsratsvorsitzender
- Hartmut Jatzko (* 1938), Arzt, war ab 1980 Chefarzt der Psychosomatischen Klinik und leitete ab 1996 die Traumagruppe
- Sybille Jatzko (* 1950), Gesprächstherapeutin, war in den Bereichen Supervision und als Leiterin der Traumagruppe zuständig
- Roland Lang (1938–2012), Politiker (SPD), starb im Klinikum
- Hartmut Rosenberg (1932–2021), Ingenieur und Hochschullehrer im Bereich Strömungslehre, kooperierte von 1975 bis 1982 mit der HNO-Klinik
- Otto Rubly (* 1957), Politiker (CDU), Mitglied der Gesellschafterversammlung und des Aufsichtsrats
- Gerhard Rupprath (* 1945), Kinderarzt, von Februar 1986 bis August 2013 Chefarzt der Kinderklinik
- Norbert Stasche (* 1953), Mediziner, von 1994 bis 2021 als Chefarzt der Hals-Nasen-Ohrenklinik
- Johannes Treib (* 1965), Chefarzt der Neurologischen Klinik